# Liste des épisodes de My Hero Academia

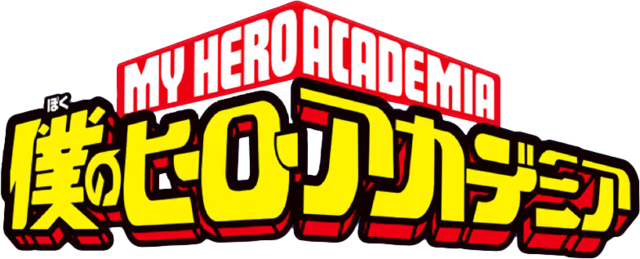
Logo de la série d'animation : My Hero Academia (Boku No Hero)

La liste des épisodes de My Hero Academia, adaptation en série télévisée d'animation du manga du même nom, est composée de sept saisons, avec un nombre de 159 épisodes au 12 octobre 2024.

## Panorama des saisons
| Saisons | Nombre d'épisodes | Diffusion originale | Diffusion originale | Diffusion (en VF) | Diffusion (en VF) | Dates de sortie DVD / disques Blu-ray (dont France) |
| Saisons | Nombre d'épisodes | Début               | Fin                 | Début             | Fin               | Dates de sortie DVD / disques Blu-ray (dont France) |
| ------- | ----------------- | ------------------- | ------------------- | ----------------- | ----------------- | --------------------------------------------------- |
| 1       | 13                | 3 avril 2016        | 26 juin 2016        | 12 février 2018   |                   | 30 août 2017                                        |
| 2       | 25                | 1er avril 2017      | 30 septembre 2017   | 4 juin 2018       | 14 septembre 2018 | 21 novembre 2018                                    |
| 3       | 25                | 7 avril 2018        | 29 septembre 2018   | 11 novembre 2019  |                   | 19 novembre 2019                                    |
| 4       | 25                | 12 octobre 2019     | 4 avril 2020        | 1er mars 2021     | 17 mai 2021       | 20 avril 2021                                       |
| 5       | 25                | 27 mars 2021        | 25 septembre 2021   | 29 août 2021      |                   | 7 février 2023                                      |
| 6       | 25                | 1er octobre 2022    | 25 mars 2023        | 22 octobre 2022   | 15 avril 2023     | 15 octobre 2024                                     |
| 7       | 21                | 4 mai 2024          | 12 octobre 2024     | 25 mai 2024       | 2 novembre 2024   |                                                     |
| 8       | indéterminés      | 4 octobre 2025      |                     |                   |                   |                                                     |

## Saison 1 (2016)
| No | Titre français                    | Titre original                                   | Date de 1re diffusion |
| --- | --------------------------------- | ------------------------------------------------ | --------------------- |
| 1 | Izuku Midoriya : Les Origines     | 緑谷出久：オリジン Midoriya Izuku: Orijin        | 3 avril 2016          |
| [Chapitre 1] — Dans un monde où la très grande majorité des gens développe un pouvoir appelé Alter, Izuku fait figure d'exception : il ne possède aucun Alter. Pourtant, le jeune garçon souhaite marcher dans les pas de son idole, All-Might, le super-héros le plus populaire, et rêve d'intégrer la plus prestigieuse école héroïque le lycée Yuei. Et c'est lorsqu'il se fait attaquer par un super-vilain, sans pouvoir riposter que tout va commencer. |                                   |                                                  |                       |
| 2 | Les Conditions au métier de héros | ヒーローの条件 Hīrō no jōken                     | 10 avril 2016         |
| [Chapitre 1] — Le super-vilain qu'All-Might était parvenu à capturer s'est échappé et prend pour cible Katsuki Bakugō. Alors que les héros présents sur place semblent impuissants, Izuku tente d'aider son ami d'enfance au péril de sa vie. All-Might, voyant cela, intervient et met définitivement hors d'état de nuire le super-vilain. Mais l'action d'Izuku n'a pas laissé indifférent All-Might. |                                   |                                                  |                       |
| 3 | Le grondement des muscles         | うなれ筋肉 Unare kin'niku                        | 17 avril 2016         |
| [Chapitres 2 + 3] — All-Might révèle à Izuku la véritable nature de son pouvoir : un alter qui se transmet, nommé le One-for-All. Il se décide à faire d'Izuku son successeur. Mais avant ça, il doit préparer le corps d'Izuku à recevoir le One-for-All. All-Might prépare au jeune Midoriya un programme de 10 mois pour forger son corps et par la même occasion débarrasser la plage de tous ses déchets. Izuku, fin prêt à recevoir le One-for-All, avale un cheveu d'All-Might, faisant de lui le successeur de ce puissant pouvoir. Cependant, il n'en a encore aucune maîtrise, alors même que l'examen d'entrée du lycée de Yuei, réputé le plus sélectif du Japon, est sur le point de commencer.                                           |                                   |                                                  |                       |
| 4 | La ligne de départ                | スタートライン Sutaatorain                       | 24 avril 2016         |
| [Chapitres 3 + 4] — L'examen d'entrée à Yuei a commencé. Les candidats doivent détruire des simulateurs de super-vilains afin d'accumuler des points. Malheureusement, Izuku est dépassé et peine à utiliser son alter nouvellement acquis. Soudain, un vilain de la dernière catégorie, ne valant aucun point, apparaît et menace de blesser une candidate bloquée sous les gravats. Tandis que tous s'enfuient, Izuku se propulse dans les airs à l'aide du One-for-All et détruit l'immense simulateur sous les yeux impressionnés de ses rivaux. Ses deux jambes et son bras sont grièvement blessés dans la manœuvre par la puissance du pouvoir qui les a traversés. Mais Present Mic annonce déjà la fin de l'épreuve et Izuku n'a aucun point. |                                   |                                                  |                       |
| 5 | Mes capacités actuelles           | 今 僕に出来ることを Ima Boku ni Dekiru Koto wo   | 1er mai 2016          |
| [Chapitres 5 + 6] — C'est le premier jour d'Izuku en tant qu’élève au lycée Yuei. Cependant, Shōta Aizawa, son professeur principal, décide de faire un test physique pour évaluer comment les élèves utilisent leurs Alters. M. Aizawa annonce que l'élève le plus mal classé sera renvoyé, et Izuku se trouve dans une situation délicate car il n'a toujours pas appris à contrôler son alter correctement. |                                   |                                                  |                       |
| 6 | Déchaîne-toi, maudit nerd         | 猛れクソナード Takere Kusonādo                   | 8 mai 2016            |
| [Chapitres 7 + 8] — Maintenant, après avoir enfilé leurs propres costumes de héros, les élèves sont assignés à des simulations de combats entre équipes de deux pour tester leurs capacités au combat. Izuku fait équipe avec Ochaco Uraraka, la fille qu'il a aidée pendant les examens d'entrée, avec qui il s'est lié d'amitié entre-temps. Cependant, aussi pour son étonnement, un de ses adversaires n'est autre que Katchan, son amie d'enfance qui c'est toujours moqué de lui pour son absence d'alter, qui veut maintenant lui régler son compte. |                                   |                                                  |                       |
| 7 | Deku contre Katchan               | デクvsかっちゃん Deku vs. Kacchan                | 15 mai 2016           |
| [Chapitres 9 + 10] — La simulation de combat se poursuit, avec Izuku tenant à peine contre les attaques dévastatrices de Katchan, laissant Ochaco faire face seule à Tenya Iida. À l'approche de la limite de temps, Izuku semble ne pas avoir d'autre choix que d'utiliser son Alter contre Katchan pour le retenir, jusqu'à ce qu'il lui vienne une meilleure idée pour gagner l'épreuve. |                                   |                                                  |                       |
| 8 | Katsuki sur la ligne de départ    | スタートライン、爆豪の。 Sutāto Rain, Bakugō no. | 22 mai 2016           |
| [Chapitre 11] —— Après avoir perdu contre Izuku durant la simulation de combat, Katsuki regarde le reste de ses camarades de classe en action et se rend compte qu'il a encore un long chemin à faire avant de devenir le numéro 1. Après avoir récupéré de ses blessures, Izuku tente de l'encourager, au point de partager avec lui certaines parties de son secret. Pendant ce temps, la nouvelle qu'All Might enseigne à Yuei est reçue avec mépris par certaines personnes. |                                   |                                                  |                       |
| 9 | Fonce, Tenya !                    | いいぞガンバレ飯田くん！ Ii zo Ganbare Iida-kun! | 29 mai 2016           |
| [Chapitres 12 + 13] — Izuku est élu délégué de classe, à sa grande surprise, mais il finit par abandonner ce poste pour Tenya que lui et ses amis trouvent plus apte pour ce poste. Les élèves sont ensuite affectés à un autre exercice sur le terrain, mais avant qu'il ne commence, une horde de vilains apparait soudainement devant eux. |                                   |                                                  |                       |
| 10 | Rencontre avec l'inconnu          | 未知との遭遇 Michi to no Sōgū                    | 5 juin 2016           |
| [Chapitres 14 + 15] — Les vilains utilisent leurs pouvoirs pour disperser et tendre des embuscades aux élèves présents afin de piéger All Might. Izuku est téléporté sur un bateau avec ses camarades de classe Tsuyu Asui et Minoru Mineta. Après avoir appris plus sur leurs pouvoirs, il propose un plan pour se débarrasser des vilains qui les encerclent. Pendant ce temps, Tenya, avec l'aide des autres élèves et de leur professeur, projette de s'enfuir pour chercher de l'aide. |                                   |                                                  |                       |
| 11 | Game Over                         | ゲームオーバー Gēmu Ōbā                          | 12 juin 2016          |
| [Chapitres 16 + 17] — Les élèves se battent pour leur vie contre les Vilains alors que Tenya parvient à s'échapper avec l'aide de ses amis. Sachant que Tenya avertira les autres enseignants qui viendront les arrêter, le chef des Vilains, Tomura Shigaraki, décide de tuer Izuku et ses amis juste pour blesser la fierté de All Might avant de partir. C'est alors qu'All Might lui-même apparaît. |                                   |                                                  |                       |
| 12 | All Might                         | オールマイト Ōrumaito                            | 19 juin 2016          |
| [Chapitres 18 + 19] — Shigaraki déchaîne son arme secrète, le monstre à plusieurs Alters nommé « Brainless », contre All Might, qui se retrouve en difficulté, jusqu'à ce que Izuku et d'autres élèves viennent l'aider. Mais All Might a presque atteint ses limites. Il doit donc les dépasser s'il veut protéger ses élèves. |                                   |                                                  |                       |
| 13 | Dans le cœur de chacun            | 各々の胸に Onoono no Mune ni                     | 26 juin 2016          |
| [Chapitres 20 + 21] — Après avoir vaincu Brainless, All Might n'a plus d'énergie et il est sans défense contre Shigaraki, mais Izuku parvient à le bloquer assez longtemps pour que les autres enseignants arrivent et force Shigaraki à se retirer. Au fur et à mesure que les Vilains restants sont capturés et que les étudiants sont sauvés, All Might remercie Izuku pour l'avoir sauvé, mais ailleurs, Shigaraki se confie avec son maître, ce qui implique que leur combat avec les Héros ne fait que commencer. |                                   |                                                  |                       |

## Saison 2 (2017)
| No | Titre en français                         | Titre original                                                    | Date de 1re diffusion |
| --- | ----------------------------------------- | ----------------------------------------------------------------- | --------------------- |
| 0 (13.5) | Hero Notes                                | Hero Notes                                                        | 25 mars 2017          |
| Résumé de la saison 1. |                                           |                                                                   |                       |
| 1 (14) | Les raisons d'Ochaco                      | そういうことね お茶子さん Sōyuu Koto ne Ochako-san                | 1er avril 2017        |
| [Chapitre 22] — Ochaco révèle que ses parents travaillent dans une entreprise de BTP et qu'elle veut devenir super-héroïne pour des raisons financières. La classe est très motivée pour le tournoi sportif de Yuei, un événement très attendu au Japon, notamment pour se faire connaître auprès des grands super-héros. |                                           |                                                                   |                       |
| 2 (15) | Festival de sport !                       | うなれ体育祭 Unare Taiikusai                                      | 8 avril 2017          |
| [Chapitres 23 + 24] — C'est le commencement du championnat ! |                                           |                                                                   |                       |
| 3 (16) | Quelle belle altérité                     | みんな個性的でいいね Minna Koseiteki de ii ne                     | 15 avril 2017         |
| [Chapitres 25 + 26] — Le championnat démarre avec l'épreuve de la course d'obstacles ! Pour garder un avantage pour la suite du championnat, les participants ne vont pas tous montrer leur alter. Izuku l'a compris, sauf que dans son cas, il va essayer de ne pas utiliser le One for All dès maintenant, car il risque de se blesser et de ne plus être en état pour la suite du tournoi. Il doit donc improviser, et parvenir à se qualifier sans devoir utiliser son Alter ! |                                           |                                                                   |                       |
| 4 (17) | Tactiques, plans et stratégies            | 策策策画 Saku Saku Saku                                           | 22 avril 2017         |
| [Chapitres 27 + 28] — Par surprise, Izuku termine premier, sans avoir utilisé le One for All ! L'heure de la deuxième épreuve a sonné, qui se déroulera cette fois en équipe. Seulement, personne ne veut d'Izuku dans son groupe. Celui-ci réfléchit donc tout seul à une stratégie, et sait déjà à qui il demandera de l'aide... Si toutefois ces élèves acceptent... |                                           |                                                                   |                       |
| 5 (18) | La dernière minute                        | 騎馬戦決着 Kibasen Kecchaku                                       | 29 avril 2017         |
| [Chapitres 29 + 30] — |                                           |                                                                   |                       |
| 6 (19) | Celui qui avait tout                      | 全てを持って生まれた男の子 Subete o Motte Umareta Otokonoko       | 6 mai 2017            |
| [Chapitres 31 + 32] — |                                           |                                                                   |                       |
| 7 (20) | Victoire dans la défaite                  | 勝ち負け Kachimake                                                | 13 mai 2017           |
| [Chapitres 33 + 34] — |                                           |                                                                   |                       |
| 8 (21) | Tremble, outsider                         | 奮え！チャレンジャー Furue! Charenjā                              | 20 mai 2017           |
| [Chapitre 35] — |                                           |                                                                   |                       |
| 9 (22) | Katsuki vs. Ochaco                        | 爆vs麗日豪 Bakugo vs. Uraraka                                     | 27 mai 2017           |
| [Chapitres 36 + 37] — |                                           |                                                                   |                       |
| 10 (23) | Shoto Todoroki : Les origines             | 轟 焦凍:オリジン Todoroki ase kō: orijin                          | 3 juin 2017           |
| [Chapitres 38 + 39 + 40] — |                                           |                                                                   |                       |
| 11 (24) | Bonne chance Tenya                        | 飯田くんファイト Īda-kun faito                                    | 10 juin 2017          |
| [Chapitres 40 + 41 + 42] — |                                           |                                                                   |                       |
| 12 (25) | Shoto vs. Katsuki                         | 轟vs爆豪 Todoroki vs. Bakugo                                      | 17 juin 2017          |
| [Chapitres 43 + 44] — |                                           |                                                                   |                       |
| 13 (26) | Opérations nom de code                    | 名前をつけてみようの会 Namae o tsuke te miyō no kai               | 24 juin 2017          |
| [Chapitres 45 + 46] — |                                           |                                                                   |                       |
| 14 (27) | Qui est le mystérieux Gran Torino ?       | 怪奇！グラントリノ現る Kaiki! Guran Torino Arawaru                | 8 juillet 2017        |
| [Chapitres 46 + 47] — |                                           |                                                                   |                       |
| 15 (28) | Izuku et Tomura                           | 緑谷と死柄木 Midoriya to Shigaraki                                | 15 juillet 2017       |
| [Chapitres 48 + 49 + 50] — |                                           |                                                                   |                       |
| 16 (29) | Le tueur de héros vs les élèves de Yuei   | ヒーロー殺し ステインvs雄英生徒 Hīrō Goroshi Sutein vs U.A. Seito | 22 juillet 2017       |
| [Chapitres 51 + 52 + 53] — |                                           |                                                                   |                       |
| 17 (30) | Fin du combat !                           | 決着 Ketchaku                                                     | 29 juillet 2017       |
| [Chapitres 54 + 55 + 56] — |                                           |                                                                   |                       |
| 18 (31) | Les retombées de l'affaire Stain          | 「 ヒーロー殺しスティン」その余波 Hīrō-Goroshi Sutein' Sono Yoha  | 5 août 2017           |
| [Chapitres 56 + 57] — |                                           |                                                                   |                       |
| 19 (32) | Retour de stage                           | それぞれの職場体験 Sorezore no Shokuba Taiken                     | 12 août 2017          |
| [Filler] — |                                           |                                                                   |                       |
| 20 (33) | Révélations : Les origines du One for all | 知れ!!昔の話 Shire!! Mukashi no Hanashi                           | 19 août 2017          |
| [Chapitres 58 + 59] — |                                           |                                                                   |                       |
| 21 (34) | Un examen à ne pas louper !               | 備えろ期末テスト Sonaero Kimatsu Tesuto                           | 2 septembre 2017      |
| [Chapitres 59 + 60 + 61 + 67] — |                                           |                                                                   |                       |
| 22 (35) | Momo Yayorozu : l'envol !                 | 八百万：ライジング Yaoyorozu: Raijingu                            | 9 septembre 2017      |
| [Chapitres 61 + 63 + 64 + 66 + 67] — |                                           |                                                                   |                       |
| 23 (36) | Faites peau neuve !                       | むけろ一皮 Mukero Hitokawa                                        | 16 septembre 2017     |
| [Chapitres 61 + 64 + 66 + 67] — |                                           |                                                                   |                       |
| 24 (37) | Katsuki Bakugo : les origines             | 爆豪勝己：オリジン Bakugo Katsuki: Orijin                         | 23 septembre 2017     |
| [Chapitres 61 + 62 + 64 + 65] — |                                           |                                                                   |                       |
| 25 (38) | Rencontre                                 | エンカウンター Enkauntā                                           | 30 septembre 2017     |
| [Chapitres 68 + 69 + 70] — |                                           |                                                                   |                       |

## Saison 3 (2018)
| No                                        | Titre en français                   | Titre original                                                     | Date de 1re diffusion |
| ----------------------------------------- | ----------------------------------- | ------------------------------------------------------------------ | --------------------- |
| 1 (39)                                    | La Partie commence                  | ゲーム・スタート Gēmu Sutāto                                       | 7 avril 2018          |
| [Filler] —                                |                                     |                                                                    |                       |
| 2 (40)                                    | Wild Wild Pussycats                 | ワイルド・ワイルド・プッシーキャッツ Wairudo Wairudo Pusshīkyattsu | 14 avril 2018         |
| [Chapitres 70 + 71] + Filler              |                                     |                                                                    |                       |
| 3 (41)                                    | Kota                                | 洸汰くん Kōta-kun                                                  | 21 avril 2018         |
| [Chapitres 72 + 73] —                     |                                     |                                                                    |                       |
| 4 (42)                                    | Mon héros                           | 僕のヒーロー Boku no Hīrō                                          | 28 avril 2018         |
| [Chapitres 74 + 75 + 76] —                |                                     |                                                                    |                       |
| 5 (43)                                    | Poing d'acier                       | ブチ込む鉄拳!!! Buchi komu tekken!!!                               | 5 mai 2018            |
| [Chapitres 77 + 78 + 79] —                |                                     |                                                                    |                       |
| 6 (44)                                    | Dans la tourmente                   | がなる風雲急 Ganaru Fūunkyū                                        | 12 mai 2018           |
| [Chapitres 79 + 80 + 81] —                |                                     |                                                                    |                       |
| 7 (45)                                    | Rebondissements en série            | 転転転! Ten Ten Ten!                                               | 19 mai 2018           |
| [Chapitres 82 + 83] —                     |                                     |                                                                    |                       |
| 8 (46)                                    | De Tenya à Izuku                    | 飯田から緑谷へ Īda kara Midoriya e                                 | 26 mai 2018           |
| [Chapitres 84 + 85] —                     |                                     |                                                                    |                       |
| 9 (47)                                    | All for One                         | オール・フォー・ワン Ōru Fō Wan                                    | 2 juin 2018           |
| [Chapitres 86 + 87 + 88] —                |                                     |                                                                    |                       |
| 10 (48)                                   | Le symbole de la paix               | 平和の象徴 Heiwa no Shōchō                                         | 9 juin 2018           |
| [Chapitres 89 + 90 + 91] —                |                                     |                                                                    |                       |
| 11 (49)                                   | One for All                         | ワン・フォー・オール Wan Fō Ōru                                    | 16 juin 2018          |
| [Chapitres 92 + 93 + 94] —                |                                     |                                                                    |                       |
| 12 (50)                                   | Le Début de la fin, la fin du début | 始まりの終わり 終わりの始まり Hajimari no Owari Owari no Hajimari  | 23 juin 2018          |
| [Chapitres 95 + 96 + 97] —                |                                     |                                                                    |                       |
| 13 (51)                                   | Tous à l'internat                   | 入れ寮 Haire Ryō                                                   | 30 juin 2018          |
| [Chapitres 97 + 98 + 99] —                |                                     |                                                                    |                       |
| 14 (52)                                   | Attaques spéciales                  | 編め必殺技 Ame Hissatsuwaza                                        | 14 juillet 2018       |
| [Chapitres 99 + 100 + 101] —              |                                     |                                                                    |                       |
| 15 (53)                                   | L'examen                            | THE試験 THE Shiken                                                 | 21 juillet 2018       |
| [Chapitres 102 + 103] —                   |                                     |                                                                    |                       |
| 16 (54)                                   | L'infiltration de Shiketsu          | 這い寄る士傑高校 Haiyoru Shiketsu Kōkō                             | 28 juillet 2018       |
| [Chapitres 104 + 105 + 106] + Filler      |                                     |                                                                    |                       |
| 17 (55)                                   | La seconde A                        | １年A組 Ichi-Nen Ei-Gumi                                           | 4 août 2018           |
| [Chapitre 106] + Filler                   |                                     |                                                                    |                       |
| 18 (56)                                   | Rush !                              | RUSH! RUSH!                                                        | 11 août 2018          |
| [Chapitres 107 + 108] —                   |                                     |                                                                    |                       |
| 19 (57)                                   | Simulation de sauvetage             | 救助演習 Kyūjo Enshū                                               | 18 août 2018          |
| [Chapitres 109 + 110] —                   |                                     |                                                                    |                       |
| 20 (58)                                   | L'Amour au secours de la planète    | 特別編・愛で地球を救え! Tokubetsu-hen・Ai de Chikyū o Sukue!       | 25 août 2018          |
| [Filler] —                                |                                     |                                                                    |                       |
| 21 (59)                                   | Vous êtes malades !                 | 何をしてんだよ Nani o Shitendayo                                   | 1er septembre 2018    |
| [Chapitres 111 + 112 + 113] —             |                                     |                                                                    |                       |
| 22 (60)                                   | On va causer de ton Alter !         | てめェの"個性"の話だ Temee no "Kosei" no Hanashida                 | 8 septembre 2018      |
| [Chapitres 114 + 116 + 117] —             |                                     |                                                                    |                       |
| 23 (61)                                   | Deku contre Katchan 2               | デクvsかっちゃん2 Deku Bāsasu Kacchan 2                            | 15 septembre 2018     |
| [Chapitres 117 + 118 + 119 + 120 + 121] — |                                     |                                                                    |                       |
| 24 (62)                                   | La Saison des rencontres            | 出会いの季節 Deai no Kisetsu                                       | 22 septembre 2018     |
| [Chapitres 115 + 121 + 122] —             |                                     |                                                                    |                       |
| 25 (63)                                   | Invincible                          | 無敵 Muteki                                                        | 29 septembre 2018     |
| [Chapitres 123 + 124] —                   |                                     |                                                                    |                       |

## Saison 4 (2019-2020)
| No                                        | Titre en français                      | Titre original                                                                                   | Date de 1re diffusion |
| ----------------------------------------- | -------------------------------------- | ------------------------------------------------------------------------------------------------ | --------------------- |
| 1 (64)                                    | Le scoop de la seconde A de Yuei       | スクープ雄英1年A組 Sukūpu yū Ichi-Nen Ei-Gumi                                                    | 12 octobre 2019       |
| [Filler] —                                |                                        |                                                                                                  |                       |
| 2 (65)                                    | Overhaul                               | オーバーホール Ōbāhōru                                                                           | 19 octobre 2019       |
| [Chapitres 124 + 125 + 126] —             |                                        |                                                                                                  |                       |
| 3 (66)                                    | Boy meets                              | ボーイ・ミーツ... Bōi Mītsu                                                                      | 26 octobre 2019       |
| [Chapitres 126 + 127 + 128] —             |                                        |                                                                                                  |                       |
| 4 (67)                                    | Lutte contre le destin                 | 抗う運命 Aragau Unmei                                                                            | 9 novembre 2019       |
| [Chapitres 129 + 130 + 131] —             |                                        |                                                                                                  |                       |
| 5 (68)                                    | TIENS BON, RED RIOT !                  | ガッツだレッツラレッドライオット Gattsuda Rettsura Reddo Raiotto                                 | 16 novembre 2019      |
| [Chapitres 131 + 132 + 133 + 134 + 144] — |                                        |                                                                                                  |                       |
| 6 (69)                                    | Une sale histoire                      | 嫌な話 Iyana Hanashi                                                                             | 23 novembre 2019      |
| [Chapitres 134 + 135 + 136] —             |                                        |                                                                                                  |                       |
| 7 (70)                                    | Go!                                    | GO!! GO!                                                                                         | 30 novembre 2019      |
| [Chapitres 137 + 138] —                   |                                        |                                                                                                  |                       |
| 8 (71)                                    | Sun Eater                              | ビッグ3のサンイーター Biggu 3 no San'ītā                                                         | 7 décembre 2019       |
| [Chapitres 139 + 140 + 141] —             |                                        |                                                                                                  |                       |
| 9 (72)                                    | Red Riot                               | 烈怒頼雄斗 Reddo Raiyūto                                                                         | 14 décembre 2019      |
| [Chapitres 142 + 143 + 145] —             |                                        |                                                                                                  |                       |
| 10 (73)                                   | Intérimaires                           | 出向 Shukkō                                                                                      | 21 décembre 2019      |
| [Chapitres 144 + 145 + 146 + 147 + 148] — |                                        |                                                                                                  |                       |
| 11 (74)                                   | Lemillion                              | ルミリオン Rumirion                                                                              | 28 décembre 2019      |
| [Chapitres 149 + 150 + 151 + 152] —       |                                        |                                                                                                  |                       |
| 12 (75)                                   | Un espoir invisible                    | 見えない希望 Mienai kibō                                                                         | 4 janvier 2020        |
| [Chapitres 152 + 153 + 154 + 155] —       |                                        |                                                                                                  |                       |
| 13 (76)                                   | 100% à l'infini                        | 100％から無限大 100-Pāsento kara Mugendai                                                        | 11 janvier 2020       |
| [Chapitres 156 + 157 + 158] —             |                                        |                                                                                                  |                       |
| 14 (77)                                   | Un avenir radieux                      | 明るい未来 Akarui Mirai                                                                          | 18 janvier 2020       |
| [Chapitres 159 + 160 + 161] —             |                                        |                                                                                                  |                       |
| 15 (78)                                   | Un feu qui couve                       | 燻る炎 Kusuburu Honō                                                                             | 25 janvier 2020       |
| [Chapitres 162 + 163] —                   |                                        |                                                                                                  |                       |
| 16 (79)                                   | Gagner le cœur des enfants             | 掴めガキ心 Hokkore Karimen Kōshū                                                                 | 1er février 2020      |
| [Chapitres 164 + 165 + 166] —             |                                        |                                                                                                  |                       |
| 17 (80)                                   | Un cours réconfortant                  | ホッコれ仮免講習 Hokkore Karimen Kōshū                                                           | 8 février 2020        |
| [Chapitres 166 + 167 + 168] —             |                                        |                                                                                                  |                       |
| 18 (81)                                   | La Fête de Yuei                        | 文化祭 Bunkasai                                                                                  | 15 février 2020       |
| [Chapitres 169 + 170] —                   |                                        |                                                                                                  |                       |
| 19 (82)                                   | Le plus amusant, c'est les préparatifs | 文化祭って準備してる時が一番楽しいよね Bunkasai-tte Junbi-shiteru Toki ga Ichiban Tanoshii yo ne | 22 février 2020       |
| [Chapitres 171 + 172] —                   |                                        |                                                                                                  |                       |
| 20 (83)                                   | GOLD TIPS IMPERIAL                     | ゴールドティップスインペリアル Gōrudo Tippusu Inperiaru                                          | 29 février 2020       |
| [Chapitres 173 + 174] —                   |                                        |                                                                                                  |                       |
| 21 (84)                                   | Deku contre le gentleman criminel      | デクＶＳジェントル・クリミナル Deku Bāsasu Jentoru Kuriminaru                                    | 7 mars 2020           |
| [Chapitres 175 + 176 + 177] —             |                                        |                                                                                                  |                       |
| 22 (85)                                   | La Fête de Yuei commence !             | 開催文化祭！！ Kaisai bunkamatsuri!!                                                             | 14 mars 2020          |
| [Chapitres 178 + 179 + 180] —             |                                        |                                                                                                  |                       |
| 23 (86)                                   | Oublier les mauvais souvenirs          | 垂れ流せ！文化祭！ Tare Nagase! Bunkasai!                                                        | 21 mars 2020          |
| [Chapitres 181 + 182 + 183] —             |                                        |                                                                                                  |                       |
| 24 (87)                                   | Le Top japonais des super-héros        | ヒーロービルボートチャートJP Hīrō Birubōdo Chāto Jeipī                                           | 28 mars 2020          |
| [Chapitres 184 + 185 + 186] —             |                                        |                                                                                                  |                       |
| 25 (88)                                   | Les Débuts d'un numéro un              | 始まりの Hajimarino                                                                              | 4 avril 2020          |
| [Chapitres 187 + 188 + 189 + 190] —       |                                        |                                                                                                  |                       |

## Saison 5 (2021)
| No | Titre en français                       | Titre original                                                | Date de 1re diffusion |
| --- | --------------------------------------- | ------------------------------------------------------------- | --------------------- |
| 1 (89) | La Seconde A part en mission !          | 全員出動！１年Ａ組 Zen'in shutsudō! Ichi-nen Ei-gumi          | 27 mars 2021          |
| [Chapitres 189 + 190] + Filler |                                         |                                                               |                       |
| 2 (90) | Écho                                    | 面影 Omokage                                                  | 3 avril 2021          |
| [Chapitres 191 + 192 + 193] |                                         |                                                               |                       |
| 3 (91) | Le Choc des seconde                     | 激突！Ａ組ＶＳＢ組 Gekitotsu! Ē-gumi bāsasu Bī-gumi           | 10 avril 2021         |
| [Chapitres 193 + 194 + 195] |                                         |                                                               |                       |
| 4 (92) | Hitoshi en action !                     | それ行け心操くん！ Soreike Shinsō-kun!                        | 17 avril 2021         |
| [Chapitres 196 + 197] |                                         |                                                               |                       |
| 5 (93) | Le Baptême des nouvelles techniques     | 新技即興オペレーション Shin waza sokkyō operēshon             | 24 avril 2021         |
| [Chapitres 198 + 199 + 200] |                                         |                                                               |                       |
| 6 (94) | Une longueur d'avance                   | 先を見据えて Saki o misuete                                   | 1er mai 2021          |
| [Chapitres 200 + 201] |                                         |                                                               |                       |
| 7 (95) | Troisième manche                        | 第3試合 Dai san shiai                                         | 8 mai 2021            |
| [Chapitres 202 + 203 + 204] |                                         |                                                               |                       |
| 8 (96) | Le résultat du troisième match          | 第3試合決着 Dai san shiai ketchaku                            | 15 mai 2021           |
| [Chapitres 205 + 206] |                                         |                                                               |                       |
| 9 (97) | La meilleure défense, c'est l'attaque ! | 先手必勝！ Sente hisshō!                                      | 22 mai 2021           |
| [Chapitres 207 + 208 + 209] |                                         |                                                               |                       |
| 10 (98) | L'Héritage                              | 受け継ぐモノ Uketsugu mono                                    | 29 mai 2021           |
| [Chapitres 209 + 210 + 211 + 212 + 213] |                                         |                                                               |                       |
| 11 (99) | Mêlée générale                          | ぼくらの大乱戦 Bokura no dairansen                            | 5 juin 2021           |
| [Chapitres 214 + 215 + 216] |                                         |                                                               |                       |
| 12 (100) | Nouveaux pouvoirs et All for One        | 新しい力とオール・フォー・ワン Atarashī chikara to Ōru Fō Wan | 12 juin 2021          |
| [Chapitres 216 + 217 + 218 + 219] |                                         |                                                               |                       |
| 13 (101) | Joyeux Noël !                           | メリれ！クリスマス！ Merire! Kurisumasu!                      | 19 juin 2021          |
| [Chapitres 241 + 242] - À partir de cet épisode, inversion des arcs "Armée de Libération des Super-Pouvoirs" et "Stage chez le numéro 1" par rapport au manga. |                                         |                                                               |                       |
| 14 (102) | Agence Endeavor, nous voilà !           | いざ！エンデヴァー事務所 Iza! Endevā jimusho                  | 26 juin 2021          |
| [Chapitres 243 + 244 + 245 + 246] |                                         |                                                               |                       |
| 15 (103) | Un pas après l'autre                    | 一つ一つ Hitotsu hitotsu                                      | 10 juillet 2021       |
| [Chapitres 247 + 248] |                                         |                                                               |                       |
| 16 (104) | Les retrouvailles avec Selkie           | お久しぶりですセルキーさん Ohisashiburi desu Serukī-san       | 17 juillet 2021       |
| [Filler] — |                                         |                                                               |                       |
| 17 (105) | Dîner infernal chez les Todoroki        | 地獄の轟くん家 Jigoku no Todoroki-kun chi                     | 24 juillet 2021       |
| [Chapitres 248 + 249] |                                         |                                                               |                       |
| 18 (106) | Impardonnable                           | 許されざる者 Yurusarezaru mono                                | 31 juillet 2021       |
| [Chapitres 250 + 251 + 252] |                                         |                                                               |                       |
| 19 (107) | Tu voulais tellement être un héros      | 誰よりもおまえはヒーローに Dare yori mo omae wa hīrō ni       | 14 août 2021          |
| [Chapitres 253 + 254 + 255] |                                         |                                                               |                       |
| 20 (108) | My Villain Academia                     | 僕のヴィランアカデミア Boku no Viran Akademia                 | 21 août 2021          |
| [Chapitres 220 + 221 + 222 + 223] |                                         |                                                               |                       |
| 21 (109) | Renaissance                             | 再臨祭 Sairin-sai                                             | 28 août 2021          |
| [Chapitres 224 + 225 + 226 + 227 + 228] |                                         |                                                               |                       |
| 22 (110) | Sad man's parade                        | サッドマンズパレード Saddo manzu parēdo                       | 4 septembre 2021      |
| [Chapitres 228 + 229 + 230 + 231 + 232] |                                         |                                                               |                       |
| 23 (111) | Tenko Shimura : Les Origines            | 志村転弧:オリジン Shimura Tenko: orijin                       | 11 septembre 2021     |
| [Chapitres 233 + 234 + 235 + 236] |                                         |                                                               |                       |
| 24 (112) | Tomura Shigaraki : Les Origines         | 死柄木弔:オリジン Shigaraki Tomura: orijin                    | 18 septembre 2021     |
| [Chapitres 236 + 237 + 238 + 239 + 240] |                                         |                                                               |                       |
| 25 (113) | Sous un ciel d'azur                     | 空、高く群青 Sora, takaku gunjō                               | 25 septembre 2021     |
| [Chapitres 256 + 257 + 258] - Retour à la chronologie classique du manga.                                                                                      |                                         |                                                               |                       |

## Saison 6 (2022-2023)
| No | Titre en français                  | Titre original                                          | Date de 1re diffusion |
| --- | ---------------------------------- | ------------------------------------------------------- | --------------------- |
| 1 (114) | Un premier acte discret            | 静かな始まり Shizukana hajimari                         | 1er octobre 2022      |
| [Recap + Chapitres 259 + 260]                                                                               |                                    |                                                         |                       |
| 2 (115) | Mirko, la numéro cinq              | No.5のミルコさん Nanbā faibu no Miruko-san              | 8 octobre 2022        |
| [Chapitres 261 + 262 + 263]                                                                                 |                                    |                                                         |                       |
| 3 (116) | One's Justice                      | One's Justice                                           | 15 octobre 2022       |
| [Chapitres 264 + 265 + 266]                                                                                 |                                    |                                                         |                       |
| 4 (117) | L'Héritier                         | 継承 Keishō                                             | 22 octobre 2022       |
| [Chapitres 267 + 268 + 269 + 270]                                                                           |                                    |                                                         |                       |
| 5 (118) | Destruction massive                | 破滅のボルテージ Hametsu no borutēji                    | 29 octobre 2022       |
| [Chapitres 271 + 272 + 273]                                                                                 |                                    |                                                         |                       |
| 6 (119) | Rencontre (2)                      | エンカウンター2 Enkauntā 2                              | 5 novembre 2022       |
| [Chapitres 273 + 274 + 275 + 276]                                                                           |                                    |                                                         |                       |
| 7 (120) | Catastrophe ambulante              | 災害ウォーカー Saigai u~ōkā                             | 12 novembre 2022      |
| [Chapitres 276 + 277 + 278]                                                                                 |                                    |                                                         |                       |
| 8 (121) | Alliance des super-vilains vs Yuei | 敵連合vs雄英生 Viran Rengō Bui Esu Yūei Sei             | 19 novembre 2022      |
| [Chapitres 279 + 280 + 281 + 282]                                                                           |                                    |                                                         |                       |
| 9 (122) | Katsuki Bakugo : l'envol           | 爆豪勝己：ライジング Bakugo Katsuki: Raijingu           | 26 novembre 2022      |
| [Chapitres 282 + 283 + 284 + 285]                                                                           |                                    |                                                         |                       |
| 10 (123) | Ces personnes dans nos têtes       | 僕らの中の人 Bokura no Naka no Hito                     | 3 décembre 2022       |
| [Chapitres 286 + 287 + 288]                                                                                 |                                    |                                                         |                       |
| 11 (124) | Danse macabre                      | ダビダンス Dabi Dansu                                   | 10 décembre 2022      |
| [Chapitres 289 + 290 + 291]                                                                                 |                                    |                                                         |                       |
| 12 (125) | Les fils de l'espoir               | 一縷の希望たち Ichiru no kibō-tachi                     | 17 décembre 2022      |
| [Chapitres 292 + 293 + 294]                                                                                 |                                    |                                                         |                       |
| 13 (126) | Le dernier numéro                  | ラストステージ Rasuto sutēji                            | 24 décembre 2022      |
| [Chapitres 220 + 294 + 295] Utilisation d'une partie qu'ils avaient sauté lors de l'arc My Villain Academia |                                    |                                                         |                       |
| 14 (127) | L'enfer sur terre                  | 極々、地獄 Gokukoku, jigoku                             | 7 janvier 2023        |
| [Recap + Chapitres 295 + 296]                                                                               |                                    |                                                         |                       |
| 15 (128) | Le Tartare                         | タルタロス Tarutarosu                                   | 14 janvier 2023       |
| [Chapitres 297 + 298]                                                                                       |                                    |                                                         |                       |
| 16 (129) | L'enfer des Todoroki (2)           | 地獄の轟くん家 2 Jigoku no Todoroki-kun-chi 2           | 21 janvier 2023       |
| [Chapitres 299 + 300]                                                                                       |                                    |                                                         |                       |
| 17 (130) | Un feu mal éteint                  | 火の不始末 Hi no fushimatsu                             | 28 janvier 2023       |
| [Chapitres 301 + 302 + 303]                                                                                 |                                    |                                                         |                       |
| 18 (131) | Izuku Midoriya et Tomura Shigaraki | 緑谷いずくと信楽戸村 Midoriya Izuku to Shigaraki Tomura | 4 février 2023        |
| [Chapitres 304 + 305 + 306]                                                                                 |                                    |                                                         |                       |
| 19 (132) | À fond                             | 全力!! Zenryoku!!                                       | 11 février 2023       |
| [Chapitres 307 + 308 + 309]                                                                                 |                                    |                                                         |                       |
| 20 (133) | L'agent du mal                     | 刺客 Shikaku                                            | 18 février 2023       |
| [Chapitres 310 + 311 + 312]                                                                                 |                                    |                                                         |                       |
| 21 (134) | La sublime lady Nagant             | 麗しきレディ・ナガン Uruwashiki redi Nagan              | 25 février 2023       |
| [Chapitres 313 + 314 + 315 + 316]                                                                           |                                    |                                                         |                       |
| 22 (135) | Des amis                           | 友だち Tomodachi                                        | 4 mars 2023           |
| [Chapitres 316 + 317 + 318 + 319]                                                                           |                                    |                                                         |                       |
| 23 (136) | Deku vs la 2de A                   | デクvsA組 Deku bāsasu Ē-gumi                            | 11 mars 2023          |
| [Chapitres 320 + 321 + 322]                                                                                 |                                    |                                                         |                       |
| 24 (137) | Cri du cœur                        | 未成年の主張 Miseinen no shuchō                         | 18 mars 2023          |
| [Chapitres 323 + 324 + 325]                                                                                 |                                    |                                                         |                       |
| 25 (138) | Connexion                          | つながるつながる Tsunagaru tsunagaru                    | 25 mars 2023          |
| [Chapitres 326 + 327 + 328]                                                                                 |                                    |                                                         |                       |

## Saison 7 (2024)

### Memories
| No | Titre en français             | Titre original                                         | Date de 1re diffusion |
| --- | ----------------------------- | ------------------------------------------------------ | --------------------- |
| 1 (138.5.1) | Izuku Midoriya: Resolve       | 緑谷出久：Mind Midoriya Izuku: Maindo                  | 6 avril 2024          |
| [Recap] - Episode récapitulatif présentant la rencontre d'Izuku Midoriya avec All Might et l'origine du One For All.                                                       |                               |                                                        |                       |
| 2 (138.5.2) | Toshinori Yagi: Embers        | 八木俊典：Ember Yagi Toshinori: Embā                   | 13 avril 2024         |
| [Recap] - Episode récapitulatif présentant Toshinori Yagi, également connu sous le nom d'All Might, et ses précédents événements en tant que héros.                        |                               |                                                        |                       |
| 3 (138.5.3) | Héros: Convictions            | ヒーローズ：Thoughts Hīrōzu: Sōtsu                     | 20 avril 2024         |
| [Recap] - Episode récapitulatif mettant en vedette Ochaco Uraraka et Shoto Todoroki dans leurs précédents affrontements contre Himiko Toga et Crématorium, respectivement. |                               |                                                        |                       |
| 4 (138.5.4) | Tomura Shigaraki: Destruction | 死柄木弔：Destruction Shigaraki Tomura: Desutorakushon | 27 avril 2024         |
| [Recap] - Episode récapitulatif présentant les origines de Tomura Shigaraki et sa montée en puissance en devenant le successeur de All For One.                            |                               |                                                        |                       |

### Saison 7
| No                                            | Titre en français                         | Titre original                                                             | Date de 1re diffusion |
| --------------------------------------------- | ----------------------------------------- | -------------------------------------------------------------------------- | --------------------- |
| 1 (139)                                       | Une tornade de puissance venue de l'ouest | 欧米ギリギリ!!ぶっちぎりの凄い奴 Ōbei Girigiri!! Butchigiri no Sugoi Yatsu | 4 mai 2024            |
| [Chapitres 329 + 330 + 331]                   |                                           |                                                                            |                       |
| 2 (140)                                       | Spectre                                   | 亡霊 Bōrei                                                                 | 11 mai 2024           |
| [Chapitres 332 + 333 + 334 + 335]             |                                           |                                                                            |                       |
| 3 (141)                                       | Super-vilain                              | 敵 Viran                                                                   | 18 mai 2024           |
| [Chapitres 335 + 336 + 337 + 338]             |                                           |                                                                            |                       |
| 4 (142)                                       | Comment nous sommes devenus des héros     | 皆がヒーローになるまでの物語 Min'na ga Hīrō ni Naru Made no Monogatari     | 25 mai 2024           |
| [Chapitres 338 + 339 + 340]                   |                                           |                                                                            |                       |
| 5 (143)                                       | Let you down                              |                                                                            | 1er juin 2024         |
| [Chapitres 341 + 342 + 343]                   |                                           |                                                                            |                       |
| 6 (144)                                       | Division                                  |                                                                            | 8 juin 2024           |
| [Chapitres 344 + 345 + 346]                   |                                           |                                                                            |                       |
| 7 (145)                                       | Inflation                                 |                                                                            | 15 juin 2024          |
| [Chapitres 347 + 348 + 349]                   |                                           |                                                                            |                       |
| 8 (146)                                       | Deux poings incandescents                 | 二つの赫灼 Futatsu no Kakushaku                                            | 22 juin 2024          |
| [Chapitres 350 + 351 + 352]                   |                                           |                                                                            |                       |
| 9 (147)                                       | Figurants                                 | Extras                                                                     | 29 juin 2024          |
| [Chapitres 353 + 354 + 355]                   |                                           |                                                                            |                       |
| 10 (148)                                      | La supernova d'un héros blessé            | 焼身照命!! 手負いのヒーロー Shōshin shōmei!! Teoi no hīrō                  | 13 juillet 2024       |
| [Chapitres 355 + 356 + 357 + 358 + 359]       |                                           |                                                                            |                       |
| 11 (149)                                      | Light fades to rain                       |                                                                            | 20 juillet 2024       |
| [Chapitres 359 + 360 + 361 + 362]             |                                           |                                                                            |                       |
| 12 (150)                                      | Défenseurs et attaquants                  | 禦ぐ者と侵す者 Fusegu mono to okasu mono                                   | 3 août 2024           |
| [Chapitres 363 + 364 + 365 + 366]             |                                           |                                                                            |                       |
| 13 (151)                                      | Au fil des ans                            | 連なる星霜 Tsuranaru seisō                                                 | 17 août 2024          |
| [Chapitres 367 + 368 + 369]                   |                                           |                                                                            |                       |
| 14 (152)                                      | Mezo et nous                              | しょーじくんといっしょ。 Shōji-kun to Issho.                               | 24 août 2024          |
| [Chapitres 370 + 371 + 372]                   |                                           |                                                                            |                       |
| 15 (153)                                      | Butterfly Effect                          |                                                                            | 31 août 2024          |
| [Chapitres 372 + 373 + 374 + 375]             |                                           |                                                                            |                       |
| 16 (154)                                      | Ce qui a conduit à cet instant            | ここに至るまでの連なり Koko ni itaru made no tsuranari                     | 7 septembre 2024      |
| [Chapitres 376 + 377 + 378]                   |                                           |                                                                            |                       |
| 17 (155)                                      | Hopes                                     |                                                                            | 14 septembre 2024     |
| [Chapitres 379 + 380 + 381 + 382]             |                                           |                                                                            |                       |
| 18 (156)                                      | It's a Small World                        |                                                                            | 21 septembre 2024     |
| [Chapitres 382 + 383 + 384 + 385]             |                                           |                                                                            |                       |
| 19 (157)                                      | I am here                                 |                                                                            | 28 septembre 2024     |
| [Chapitres 385 + 386 + 387 + 388 + 389 + 390] |                                           |                                                                            |                       |
| 20 (158)                                      | Les sentiments d'une adolescente          | 少女のエゴ Shōjo no ego                                                    | 5 octobre 2024        |
| [Chapitres 391 + 392 + 393 + 394]             |                                           |                                                                            |                       |
| 21 (159)                                      | Un combat sans alters                     | "個性"無き戦い "Kosei" naki tatakai                                        | 12 octobre 2024       |
| [Chapitres 395 + 396 + 397 + 398]             |                                           |                                                                            |                       |

## Saison 8
| No              | Titre en français | Titre original | Date de 1re diffusion |
| --------------- | ----------------- | -------------- | --------------------- |
| 1 (160)         | NC                | NC             | 4 octobre 2025        |
| [Chapitre 399-] |                   |                |                       |

-->

## OAV
| No | Titre en français                                     | Titre original                                                                   | Date de 1re diffusion |
| --- | ----------------------------------------------------- | -------------------------------------------------------------------------------- | --------------------- |
| 1 | Formation de sauvetage                                | 救え!救助訓練! Sukue! Kyūjo kunren!                                              | 4 avril 2017          |
| Cet OAV a été présenté lors de la Jump Festa 2016. Puis sorti en DVD avec l'édition limitée du tome 13 du manga au Japon. |                                                       |                                                                                  |                       |
| 2 | Entrainement de la mort                               | トレーニング・オブ・ザ・デッド Torēningu obu za deddo                            | 2 juin 2017           |
| Cet OAV est sorti avec l'édition limitée du tome 14 du manga au Japon.                                                    |                                                       |                                                                                  |                       |
| 3 | Restez en vie ! Entraînement à la survie -1re PARTIE- | 生き残れ！決死のサバイバル訓練 前編 Ikinokore! Kesshi no sabaibaru kunren zenpen | 16 août 2020          |
| 4 | Restez en vie ! Entraînement à la survie -2de PARTIE- | 生き残れ！決死のサバイバル訓練 後編 Ikinokore! Kesshi no sabaibaru kunren kōhen  | 16 août 2020          |
| 5 | LHB                                                   | ヒーローリーグベースボール Hīrō Rīgu Bēsubōru                                    | 16 juin 2022          |
| 6 | Riez ! Quitte à en mourir...                          | 笑え！地獄のように Warae! Jigoku no you ni                                       | 16 juin 2022          |
| 7 | UA Heroes Battle                                      | 雄英ヒーローズ・バトル Yūei Hīrōzu Batoru                                        | 30 novembre 2023      |

### OAV de films
| No | Titre en français            | Titre original | Date de 1re diffusion |
| --- | ---------------------------- | --- | --------------------- |
| 1 | Pas de traduction officielle | オールマイト：ライジング Ōru Maito: Raijingu | 13 février 2019       |
| OAV d'une durée de 2 minutes qui adapte le manga one-shot "オールマイト：ライジング" écrit par Kohei Horikoshi, l'auteur originale de My Hero Academia. L'OAV est distribué dans les DVD et Blu-Ray version PLUS ULTRA du film My Hero Academia: Two Heroes (en) au Japon. |                              | |                       |
| 2 | Pas de traduction officielle | 僕のヒーローアカデミア THE MOVIE ヒーローズ・ライジング エピローグ・プラス《夢を現実に》 Boku no hīrōakademia THE MOVIE hīrōzu raijingu epirōgu purasu “yume o genjitsu ni” | 15 juillet 2020       |
| OAV d'une durée de 10 minutes distribué dans les DVD et Blu-Ray version PLUS ULTRA du film My Hero Academia: Heroes Rising au Japon. |                              | |                       |
| 3 | Pas de traduction officielle | 旅立ち Tabidachi | 16 février 2022       |
| OAV d'une durée de 5 minutes qui adapte le manga one-shot "ホークス: SOOTHE" écrit par Kohei Horikoshi, l'auteur originale de My Hero Academia. L'OAV est distribué dans les DVD et Blu-Ray version PLUS ULTRA du film My Hero Academia: World Heroes' Mission au Japon.   |                              | |                       |